# Puieștii de Sus, Buzău
Puieștii de Sus este un sat în comuna Puiești din județul Buzău, Muntenia, România. Se află în nord-estul județului, lângă Râmnicu Sărat.